# Qamar ad-Din
Qamar ad-Din (auch Qamar-ud-din Khan Dughlat) war ab 1365 oder 1368 bis 1388 Khan des Östlichen Tschagatai-Khanats.
Er gehörte der Dughlat-Familie an, die im östlichen Tschagatai-Khanat, auch Mogulistan genannt, viel Macht hatte.
Qamar ad-Din rebellierte gegen den herrschenden tschagataidischen Khan Ilias Hoja. Der ulusbegi, die höchste militärische Position im Khanat, war Qamars Bruder. Als Nachfolger wollte Ilias einen 7-jährigen Knaben einsetzen, womit Qamar nicht einverstanden war, der diese Position als eine Domäne der Dughlat betrachtete. Qamar tötete Ilias und rief sich selbst zum Khan aus, obwohl er kein Dschingiside war. Es formierte sich Widerstand, selbst in der Dughlat-Familie.
In den folgenden Wirren griff Timur Lenk 1371/72 und 1377 Mongolistan an. Timur war beide Male erfolgreich, konnte sich aber nicht im Land halten. Nach einem weiteren Angriff Timurs 1389 musste Qamar 1390 über den Altai fliehen.
Khizr Hoja, der Bruder von Ilias Hoja, hatte als einziger Sohn von Tughluk Timur die Rebellion Qamars überlebt, unterwarf sich Timur und wurde 1389 neuer Khan.